# GET4
GET4 (англ. Golgi to ER traffic protein 4) – білок, який кодується однойменним геном, розташованим у людей на короткому плечі 7-ї хромосоми. Довжина поліпептидного ланцюга білка становить 327 амінокислот, а молекулярна маса — 36 504.
| 10         |  | 20         |  | 30         |  | 40         |  | 50         |
| ---------- |  | ---------- |  | ---------- |  | ---------- |  | ---------- |
| MAAAAAMAEQ |  | ESARNGGRNR |  | GGVQRVEGKL |  | RASVEKGDYY |  | EAHQMYRTLF |
| FRYMSQSKHT |  | EARELMYSGA |  | LLFFSHGQQN |  | SAADLSMLVL |  | ESLEKAEVEV |
| ADELLENLAK |  | VFSLMDPNSP |  | ERVTFVSRAL |  | KWSSGGSGKL |  | GHPRLHQLLA |
| LTLWKEQNYC |  | ESRYHFLHSA |  | DGEGCANMLV |  | EYSTSRGFRS |  | EVDMFVAQAV |
| LQFLCLKNKS |  | SASVVFTTYT |  | QKHPSIEDGP |  | PFVEPLLNFI |  | WFLLLAVDGG |
| KLTVFTVLCE |  | QYQPSLRRDP |  | MYNEYLDRIG |  | QLFFGVPPKQ |  | TSSYGGLLGN |
| LLTSLMGSSE |  | QEDGEESPSD |  | GSPIELD    |  |            |  |            |

A: Аланін

C: Цистеїн

D: Аспарагінова кислота

E: Глутамінова кислота

F: Фенілаланін

G: Гліцин

H: Гістидин

I: Ізолейцин

K: Лізин

L: Лейцин

M: Метіонін

N: Аспарагін

P: Пролін

Q: Глутамін

R: Аргінін

S: Серин

T: Треонін

V: Валін

W: Триптофан

Кодований геном білок за функцією належить до фосфопротеїнів. 
Задіяний у таких біологічних процесах, як транспорт, ацетилювання, альтернативний сплайсинг. 
Локалізований у цитоплазмі.